# Wilwerwiltz (stacja kolejowa)
Wilwerwiltz (luks: Gare Wilwerwiltz) – stacja kolejowa w Wilwerwiltz, w Luksemburgu. Została otwarta w 1866 roku przez Direction générale impériale des chemins de fer d’Alsace-Lorraine.
Obecnie jest stacją Société Nationale des Chemins de Fer Luxembourgeois (CFL), obsługiwaną przez pociągi InterCity (IC), Regional-Express (RE) i Regionalbahn (RB).

## Położenie
Znajduje się na linii 10 Luksemburg – Troisvierges, w km 67,277, na wysokości 327 m n.p.m., pomiędzy stacjami Kautenbach i Drauffelt.

## Linie kolejowe
- 10 Luksemburg – Troisvierges